# Вивек Оберой
Вивек Ананд Оберой (на Western Punjabi: ویوک اوبرائے) е индийски актьор.
Роден е на 3 септември 1976 година в Хайдарабад в семейството с пенджабски произход на актьора Суреш Оберой. Получава магистърска степен от Нюйоркския университет. Придобива известност с участието си главно във филми на хинди, но също и на телугу, малаялам, канада и тамилски.